# Rennwegskopf
Der Rennwegskopf ist ein 729,6 m hoher Berg des westlichen Thüringer Waldes. Er befindet sich ca. 3 km südlich vom Rennsteig entfernt und markiert die Grenze zwischen dem Wartburgkreis und dem Landkreis Schmalkalden-Meiningen. Nebengipfel sind der Judenkopf (712,2 m), der Untere Beerberg (710,7 m) sowie die Felsen des Questensteins (724,4 m – mit Aussicht ins Thüringer Tal).
Während der Rennwegskopf weitgehend bewaldet ist – hier stehen überwiegend Fichten, liegen am Questenstein die Felsen des Grundgebirges frei. Über den Rennwegskopf führt der Breitunger Rennsteig.

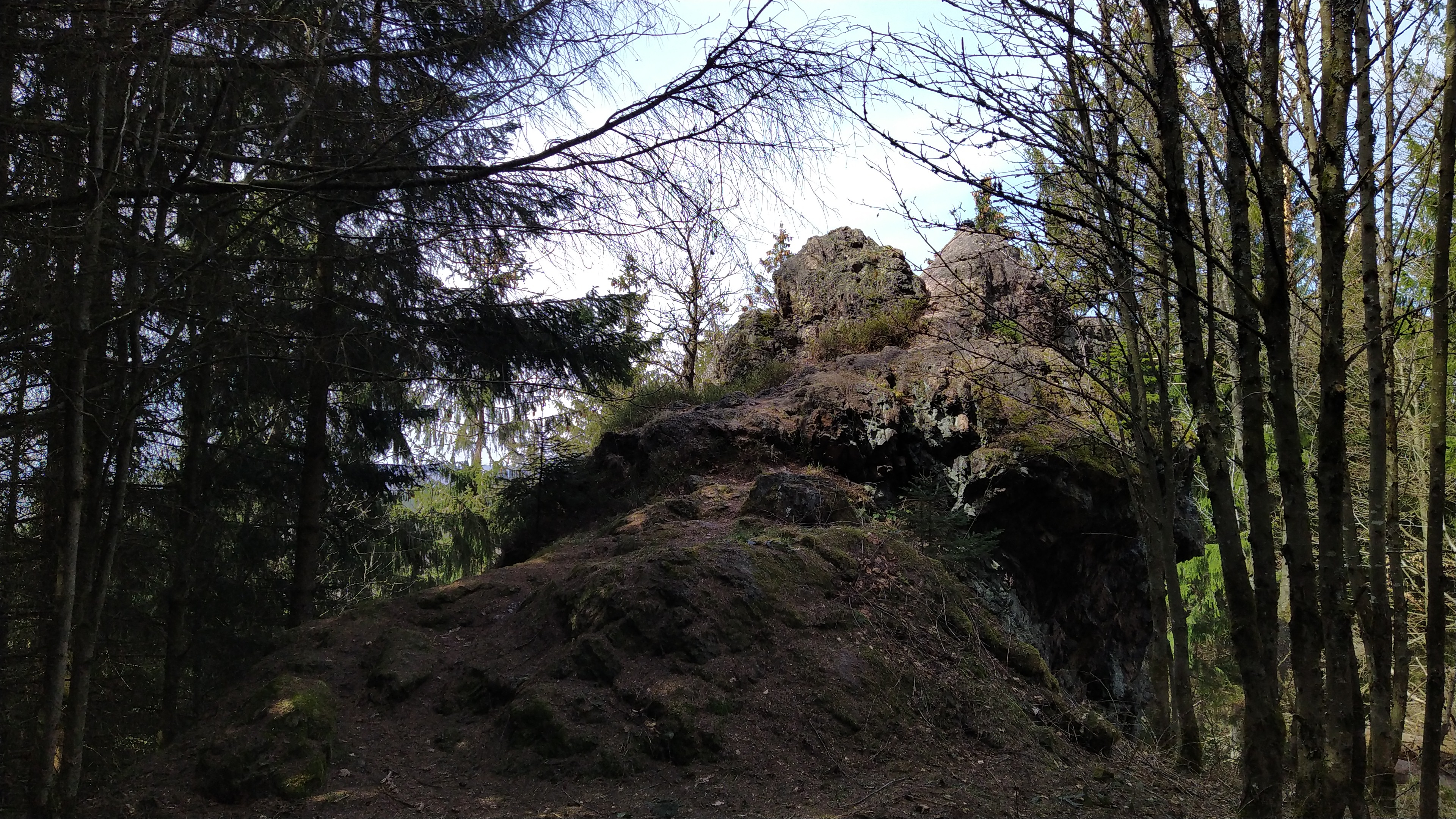
Questensteinfelsen
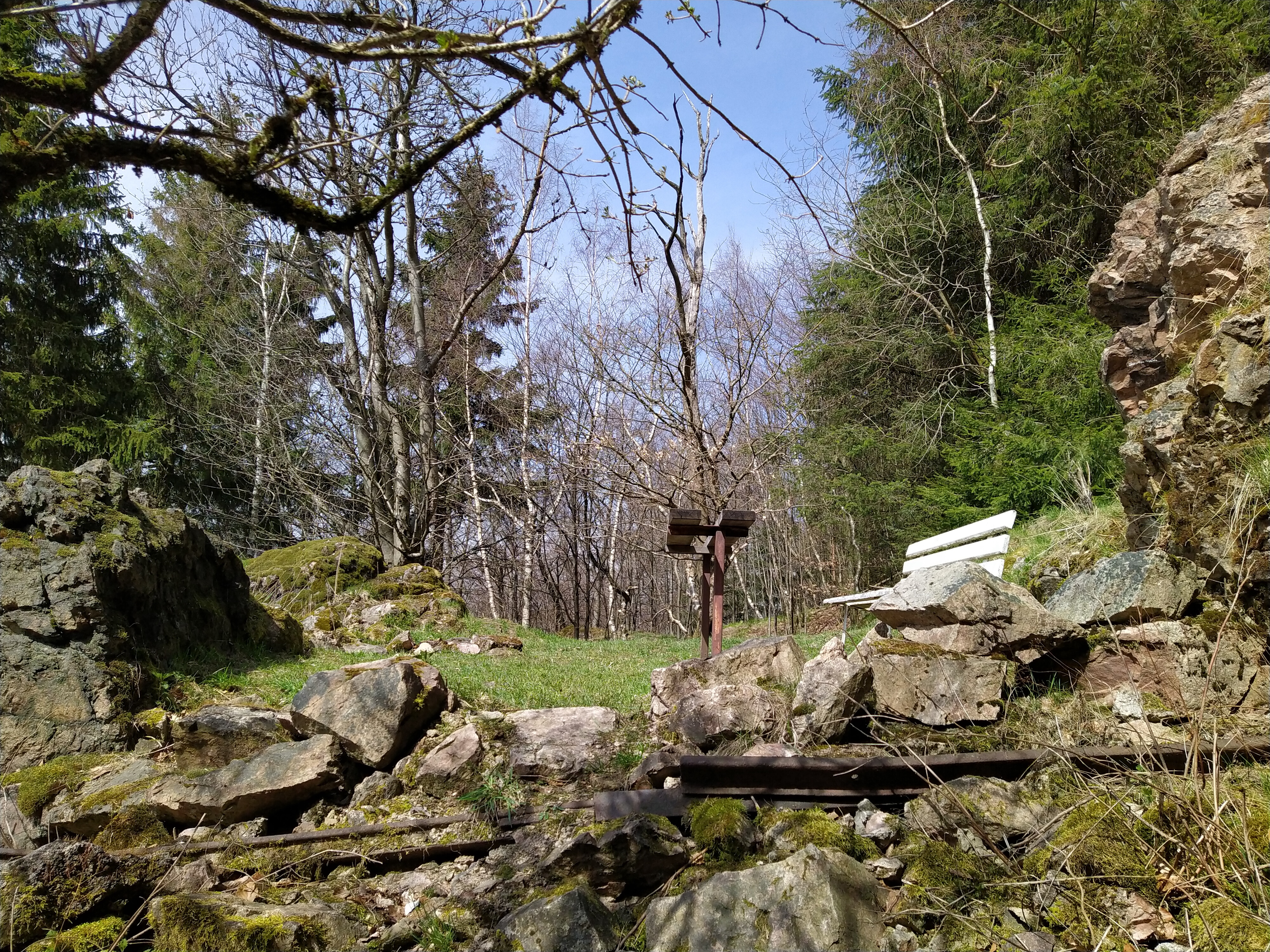
Unterer Questenstein